# Warta Zawiercie
Warta Zawiercie är en sportklubb från Zawiercie, Polen. Klubben grundades 1921 som en fotbollsklubb, senare tillkom ett stort antal andra sporter, bland annat ishockey (1947-1956), handboll (1963-1991), volleyboll (1972-1997)  och tennis (1975-2001). I slutet av 1979 gick MKS Warta Zawiercie och KS Włókniarz Zawiercie samman och bildade MRKS Warta Zawiercie i februari 1980. I samband med detta tillkom bordtennis bland klubbens sporter. I augusti 2001 sattes klubben i konkurs. Sedan dess har sektionerna i fotboll och volleyboll återupplivats, vad gäller fotbollen flera gånger. 
Fotbollslaget höll vanligen till en bit ner i seriesystemet, som bäst spelade de i 2. Liga under 1999-2001. Laget har återupplivats flera gånger, fortfarande med spel en bit ner i seriesystemet. Volleybollaget spelade som bäst i näst högsta serien. Det återupplivades 2011 och har sedan dess nått större framgångar med en tredjeplats i Polska Liga Siatkówki (högsta serien) som bästa placering. Detta resulterade i spel i CEV Champions League 2022/2023. Övriga sektioner har också hållit till på regional nivå eller i de lägre nationella serierna.